# 俄羅斯的弗拉基米爾·亞歷山德羅維奇大公
弗拉基米尔·亚历山德罗维奇（俄语：Влади́мир Александрович；1847年4月22日—1909年2月17日），是一位俄羅斯皇室成員。亚历山大二世的儿子。是后来俄羅斯皇室的家族領袖及俄羅斯沙皇的假定繼承人基里尔·弗拉基米洛维奇的父亲。